# Assinatura isotópica
Uma assinatura isotópica (também citada como pegada isotópica) é uma proporção de 'isótopos estáveis' não-radiogênicos, isótopos radiogênicos estáveis, ou isótopos instáveis radioativos de elementos particulares em um material em análise.  As proporções de isótopos em um material de amostra são medidas por espectrometria de massa de razões isotópicas comparado a um material de referência isotópico. Esse processo é chamado análise isotópica.

## Isótopos estáveis
A massa atômica de diferentes isótopos afeta seu comportamento cinético químico, levando a processos naturais de separação de isótopos.

### Isótopos de carbono
Por exemplo, diferentes fontes e sumidouros de metano tem afinidade diferente para os isótopos 12C e 13C, permite distinguir entre diferentes fontes pela razão 13C/12C no metano no ar. Em geoquímica, paleoclimatologia e paleoceanografia esta razão é chamada δ13C. A razão é calculado em relação ao padrão Pee Dee Belemnite (PDB):
{\displaystyle \delta {\ce {^{13}C}}_{\mathrm {amostra} }=\left({\frac {{\ce {^{13}C/^{12}C}}_{{\ce {amostra}}}}{{\ce {^{13}C/^{12}C}}_{\mathrm {padrao} }}}-1\right)\cdot 1000} ‰
Da mesma forma, o carbono inorgânico de carbonatos mostra pouco fracionamento isotópico, enquanto o carbono nos materiais originados pela fotossíntese é empobrecido pelos isótopos mais pesados. Além disso, existem dois tipos de plantas com diferentes vias bioquímicas; a fixação de carbono C3, onde o efeito de separação de isótopos é mais pronunciado, fixação de carbono C4, onde o mais pesado 13C é menos esgotado, e plantas com metabolismo ácido das crassuláceas (MAC), onde o efeito é semelhante, mas menos pronunciado do que com plantas C4. O fracionamento isotópico em plantas é causado por fatores físicos (difusão mais lenta de 13C em tecidos vegetais devido ao aumento do peso atômico) e fatores bioquímicos (preferência de 12C por duas enzimas: RuBisCO e fosfoenolpiruvato carboxilase).  As diferentes razões de isótopos para os dois tipos de plantas se propagam através da cadeia alimentar, portanto, é possível determinar se a dieta principal de um ser humano ou de um animal consiste principalmente de plantas C3 (arroz, trigo, soja, batatas) ou plantas C4 (milho, ou carne oriunda de animais alimentados) por análise de isótopos de sua carne ou colágeno dos ossos (no entanto, para obter determinações mais precisas, o fracionamento isotópico de carbono também deve ser levado em consideração, uma vez que vários estudos relataram significativa discriminação 13C durante biodegradação de substratos simples e complexos). Dentro dos processos de plantas C3 que regulam as mudanças em δ13C são bem compreendidos, especialmente no nível da folha, mas também durante a formação de madeira. Muitos estudos recentes combinam o fracionamento isotópico ao nível da folha com padrões anuais de formação de madeira (i.e. anel de árvore δ13C) para quantificar os impactos das variações climáticas e da composição atmosférica nos processos fisiológicos de árvores individuais e povoamentos florestais. A próxima fase de compreensão, pelo menos em ecossistemas terrestres, parece ser a combinação de vários proxies isotópicos para decifrar as interações entre as plantas, os solos e a atmosfera, e prever como as mudanças no uso da terra afetarão as mudanças climáticas.
Similarmente, peixes marinhos contêm mais13C do que peixes de água doce, com valores que se aproximam das plantas C4 e C3 respectivamente, dado que ossos são compostos de uma matriz de material inorgânico e colágeno orgânico.
A proporção de isótopos de carbono-13 e carbono-12 nesses tipos de plantas é a seguinte:
- plantas C4: -16 a -10 ‰
- plantas CAM: -20 a -10 ‰
- plantas C3: -33 a -24 ‰

Calcários formado pela precipitação em mar s do dióxido de carbono atmosférico contêm proporção normal de 13C. Por outro lado, calcita encontrada em salinas origina-se de dióxido de carbono formado por oxidação de petróleo, que devido à sua origem vegetal é exaurido em 13C.  A camada de calcário depositado na extinção do Permiano de 252 milhões de anos atrás pode ser identificada pela queda de 1% no 13C/12C.
O isótopo 14C é importante para distinguir materiais biossintetizados daqueles feitos pelo homem. Produtos químicos biogênicos são derivados do carbono biosférico, o qual contém 14C. Carbono presente em produtos químicos feitos artificialmente é geralmente derivado de combustíveis fósseis como carvão ou petróleo, onde o 14C originalmente presente decaiu abaixo dos limites detectáveis. A quantidade de 14C atualmente presente em uma amostra, portanto, indica a proporção de carbono de origem biogênica.

### Isótopos de nitrogênio
Nitrogênio-15, ou 15N, é frequentemente usado em pesquisa  agrícola e médica, por exemplo no experimento Meselson–Stahl para estabelecer a natureza da replicação do DNA. Uma extensão desta pesquisa resultou no desenvolvimento de sondagem de isótopos estáveis baseada em DNA, que permite o exame das ligações entre a função metabólica e a identidade taxonômica de microrganismos no ambiente, sem a necessidade de isolamento de cultura. Proteínas podem ser marcados isotopicamente, cultivando-as em um meio contendo 15N como a única fonte de nitrogênio, e.g., em proteômica quantitativa, tal como SILAC.
Nitrogênio-15 é amplamente utilizado para rastrear compostos de nitrogênio mineral (particularmente fertilizantes) no ambiente. Quando combinado com o uso de outros marcadores isotópicos, 15N também é muito importante marcador para descrever o destino de poluentes orgânicos contendo nitrogênio. Rastreamento por nitrogênio-15 é um método importante usado em biogeoquímica.
A proporção de isótopos de nitrogênio estáveis, 15N/14N ou δ15N, tende a aumentar com o nível trófico, de modo que herbívoros têm valores de isótopos de nitrogênio mais altos do que plantas, e carnívoros têm valores de isótopos de nitrogênio mais altos do que os herbívoros. Dependendo do tecido sendo examinado, tende a haver um aumento de 3-4 partes por mil com cada aumento no nível trófico. Os tecidos e cabelos de veganos, portanto, contêm significativamente mais baixos δ15N do que os corpos das pessoas que comem principalmente carne. Da mesma forma, uma dieta terrestre produz uma assinatura diferente de uma dieta marinha. Análise isotópica de cabelo é uma importante fonte de informação para arqueólogos, fornecendo pistas sobre as dietas antigas e diferentes atitudes culturais em relação às fontes de alimentos.
Uma série de outros fatores ambientais e fisiológicos podem influenciar a composição isotópica do nitrogênio na base da cadeia alimentar (i.e. em plantas) ou ao nível de animais individuais. Por exemplo, em regiões áridas, o ciclo do nitrogênio tende a ser mais "aberto" e sujeito à perda de 14N, incrementando δ15N em solos e plantas. Isso leva a um nível relativamente alto de valores δ15N em plantas e animais em ecossistemas quentes e áridos em relação a ecossistemas mais frios e úmidos. Além disso, δ15N elevado têm sido associados à excreção preferencial de 14N e reutilização de tecidos já enriquecidos de 15N no corpo sob condições de estresse hídrico prolongado ou ingestão insuficiente de proteínas.
δ15N também fornece uma ferramenta de diagnóstico em ciência planetária, já que a proporção exibida em atmosferas e materiais de superfície "está intimamente ligada às condições sob as quais os materiais se formam".

### Isótopos de oxigênio
O oxigênio apresenta-se em três variantes, mas o 17O é tão raro que é difícil de ser detectado (abundância ~0.04%). A razão de 18O/16O na água depende da quantidade de evaporação que a água experimentou (como 18O é mais pesado e, portanto, menos propenso a vaporizar). Como a tensão do vapor depende da concentração de sais dissolvidos, a razão 18O/16O mostra correlação com a salinidade e temperatura da água. À medida que o oxigênio é incorporado às conchas dos organismos secretores de carbonato de cálcio, esses sedimentos evidenciam um registro cronológico da temperatura e salinidade da água na área.
A proporção de isótopos de oxigênio na atmosfera varia previsivelmente com a época do ano e localização geográfica; e.g. há um diferença de 2% entre a precipitação rica em 18O em Montana e precipitação com depleção de 18O em Florida Keys. Essa variabilidade pode ser usada para determinação aproximada da localização geográfica de origem de um material; e.g. é possível determinar onde uma remessa de óxido de urânio foi produzida. A taxa de troca dos isótopos de superfície com o meio ambiente deve ser levada em consideração.
As assinaturas isotópicas de oxigênio de amostras sólidas (orgânicas e inorgânicas) são geralmente medidas com pirólise e espectrometria de massa. Os pesquisadores precisam evitar o armazenamento impróprio ou prolongado das amostras para medições precisas.